# Bihrat
Développé par un dénommé "GenOcyD" en 2007, BiHRat fait partie de la famille des RAT (Remote Administration Tool), c'est un cheval de Troie qui peut permettre un accès non autorisé et le contrôle d'un ordinateur à partir d'un emplacement réseau distant. La famille des RAT est composée notamment de BiHRAT, ProRAT, LameRAT, PhoenixRAT et PsyRAT.

## Caractéristiques
BiHRat permet aux pirates d'exécuter de nombreuses actions malveillantes sur la machine victime. Certaines de ses capacités comprennent:
- Ouverture d'une session de frappes
- Le vol de mots de passe
- Un contrôle total sur les fichiers
- Ouvrir / fermer le lecteur CD
- Masquer la barre des tâches, bureau, et bouton de démarrage
- Prendre des captures d'écran
- Afficher des informations sur le système
- Voir la webcam
- Télécharger et exécuter des fichiers
- Ouvrir des pages Internet
- Changer le fond d'écran
- Formater l'ordinateur
- etc.

Enfin BiHRat prend le contrôle de l'ordinateur victime et aussi de ses postes connectés.